# Campeonato Tocantinense de Futebol de 2023
O Campeonato Tocantinense de Futebol de 2023 foi a 31ª edição da principal competição de futebol do estado do Tocantins. O campeonato teve início no dia 28 de janeiro, e teve seu termino no dia 9 de abril. O Tocantinópolis Esporte Clube foi o campeão da edição de 2023.

## Regulamentos
Na primeira fase oito equipes se enfrentam entre si em jogos de ida. Avançam à segunda fase (semifinais) os quatro times com maior número de pontos. Nas semifinais as equipes se enfrentam em jogos de ida e volta. Na final também serão jogos de ida e volta. As duas piores equipes da 1ª fase serão rebaixadas à Segunda Divisão.
Segundo o regulamento, ao fim da primeira fase, as equipes que terminarem empatadas em pontos, o seguinte critério de desempate será: maior número de vitórias, melhor saldo de gols, maior número de gols pró, confronto direto (entre as equipes) e sorteio na sede da FTF.
Nas fases seguintes para conhecer a equipe vencedora em caso de empate em pontos, após os jogos de ida e volta, serão os seguintes:
Melhor saldo de gols – dentro da fase de disputa.
Se o empate ainda persistir a definição será nos pênaltis.

## Transmissão
O campeonato será transmitido em canais e rádios locais do estado do Tocantins além de ser transmitido na Internet incluindo YouTube e de sites conhecidos.

## Equipes participantes

### Promovidos e rebaixados
| Pos. | Rebaixados da Série A de 2022 |
| ---- | ----------------------------- |
| 7º   | NC/Paraíso                    |
| 8º   | Araguacema                    |
| 9º   | Gurupi                        |
| 10º  | Tocantins de Miracema         |

| Pos. | Promovidos da Série B de 2022 |
| ---- | ----------------------------- |
| 1°   | Gurupi                        |
| 2°   | Tocantins de Miracema         |

## Primeira fase
¹ O União-TO perdeu quatro pontos, pois relacionou jogador irregular para o banco de reservas na partida contra o Capital. 
 ² O Interporto perdeu três pontos porque entrou em campo contra o Tocantinópolis sem nenhum atleta inscrito no Boletim Informativo Diário (BID), da CBF. 
 ³ O Tocantins de Miracema perdeu três pontos por escalação irregular de jogador que deveria cumprir suspensão por causa do terceiro cartão amarelo, na quarta rodada contra o União-TO.
|  |                                |
|  | Classificados para a Semifinal |
|  | Rebaixados para a Série B 2023 |
|  | Desistiu                       |

### Confrontos
Fonte:
| 28 de janeiro | União-TO                                                                     | 1 – 1          | Capital-TO                                                                       | Mirandão, Araguaína, TO                   |
| 18:30         | Gabriel 22' · André Ribeiro 40' · Jardisson 59' · Amorim 82' · Rick Sena 87' | Súmula Borderô | 37' Elenilson · 17', 50' Douglas Nunes · 50' Pablo Alves · 74' Wanderson Bombado | Público: 602 Árbitro: TO Edivaldo Fonseca |

| 29 de janeiro | Tocantinópolis                                                       | 2 – 0          | Interporto                                        | João Ribeiro, Tocantinópolis, TO         |
| 16:00         | Wellington Júnior 2' · Chico Bala 21' · Andrezinho 41' · William 51' | Súmula Borderô | 14' Deivirson 25' Rodrigo Tocantins 79' Guilherme | Público: 534 Árbitro: TO Laelton Martins |

| 1 de fevereiro | Tocantins de Miracema                                                                | 1 – 0  | Bela Vista                                               | Castanheirão, Miracema, TO            |
| 16:00          | Luís Henrique 42', 52' · Hugo 69' · Renatinho 82' · Paulo Cézar 84' · Vinícius 90+5' | Súmula | 64' Vinícius Eduardo 79' Alemão 81' Maelson 90+5' George | Público: 44 Árbitro: TO Marcos Mateus |

| 1 de fevereiro | Palmas | 0 – 3 (W.O.) | Gurupi | Nilton Santos, Palmas, TO |
|                |        |              |        |                           |

| 4 de fevereiro | Gurupi                           | 0 – 2          | Tocantinópolis                                                   | Resendão, Gurupi, TO                    |
| 16:00          | Alison Guilherme 8' Fabrício 41' | Súmula Borderô | 14' Marcondi · 44' Hiltinho · 62' Andrezinho · 75' Everson Bilal | Público: 493 Árbitro: TO Alison Furtado |

| 4 de fevereiro | Interporto                                      | 0 – 1          | Tocantins de Miracema                                                  | General Sampaio, Porto Nacional, TO    |
| 17:00          | Danilo Ronaldinho 42' Martinelly 72' Janiel 73' | Súmula Borderô | 33' Jonny · 45' Jonatan Guerreiro · 52' Hugo · 90' Marinho · 90' Kaiky | Público: 95 Árbitro: TO Tarcísio Matos |

| 5 de fevereiro | Bela Vista | 2 – 0          | União-TO                       | Jorge Filho, Angico, TO                    |
| 16:00          | Léo Alemão 20' · Luís Eduardo 24' · Rafael Augusto 26' · Vinícius Eduardo 50' 76' · Arnaldo 81' · Jean Carlos 84' | Súmula Borderô | 43', 69' Victor Hugo 83' Adson | Público: 566 Árbitro: TO Eduardo Fernandes |

| 5 de fevereiro | Capital-TO | 3 – 0 (W.O.) | Palmas | Nilton Santos, Palmas, TO |
|                |            |              |        |                           |

| 11 de fevereiro | Capital-TO                                             | 1 – 1   | Bela Vista                                                        | Nilton Santos, Palmas, TO                 |
| 16:00           | Wanderson Bombado 24' · Caique 24' · Tony Love 58' 87' | Borderô | 6' Vinicius · 28' Rafael Augusto · 67' Arnaldo · 60' Luis Eduardo | Público: 83 Árbitro: TO Dagoberto Modesto |

| 11 de fevereiro | Interporto                             | 0 – 1   | Gurupi                                        | General Sampaio, Porto Nacional, TO    |
| 17:00           | Janiel 64' Martinelly 76' Niltinho 90' | Borderô | 36' Igor Pato · 43' Alisson · 67', 90+1' Luis | Público: 121 Árbitro: TO Marcos Mateus |

| 12 de fevereiro | Tocantinópolis                                                                | 6 – 0   | Tocantins de Miracema | João Ribeiro, Tocantinópolis, TO          |
| 16:00           | Everson Bilal 6', 24' · Tiago Bagagem 10', 58' · Joel 31', 81' · Elisfran 72' | Borderô | 15' Vínicios 12' Rayo | Público: 513 Árbitro: TO Edivaldo Fonseca |

| 12 de fevereiro | União-TO | 3 – 0 (W.O.) | Palmas | Mirandão, Araguaína, TO |
|                 |          |              |        |                         |

| 18 de fevereiro | Tocantins de Miracema                     | 0 – 2          | União-TO                                                                                                 | Castanheirão, Miracema, TO  |
| 16:00           | Vinicius 37' Neto 65' Hugo 76' Caique 87' | Súmula Borderô | 9' 18' Rick Sena · 10' Wagnão · 40' André Ribeiro · 63' (pen) Jardisson · 75' Amorim · 76' Lucas Mineiro | Árbitro: TO Alisson Furtado |

| 18 de fevereiro | Gurupi                                        | 1 – 1          | Capital-TO                                                     | Resendão, Gurupi, TO                       |
| 16:00           | Igor Pato 39' · João Pedro 62' · Fabricio 73' | Súmula Borderô | 45+10' (pen) Tony Love · 58' Wanderson Bombado · 67' Elenilson | Público: 250 Árbitro: TO Eduardo Fernandes |

| 23 de fevereiro | Bela Vista                                                                  | 1 – 0  | Interporto                                        | Jorge Filho, Angico, TO                            |
| 16:00           | Otávio 3' 23' · André Cunha 29' · Maelson 58' · George 84' · João Pedro 84' | Súmula | 28' Janiel 77' Rodrigo Tocantins 90+4' Ronaldinho | Público: 358 Árbitro: TO Tarcisio Nascimento Matos |

| 23 de fevereiro | Tocantinópolis | 3 – 0 (W.O.) | Palmas | João Ribeiro, Tocantinópolis, TO |
|                 |                |              |        |                                  |

| 25 de fevereiro | União-TO                                      | 0 – 0          | Tocantinópolis                                                                    | Mirandão, Araguaína, TO   |
| 18:30           | Victor Hugo 65' André Ribeiro 82' Higor 90+2' | Súmula Borderô | 37' Fernando Santos 74' Hiltinho 75' Wellington Júnior Anderson Luiz 78' 82' Joel | Árbitro: TO Marcos Mateus |

| 26 de fevereiro | Capital-TO                 | 1 – 2          | Interporto | Nilton Santos, Palmas, TO                 |
| 16:00           | Tony Love 24' · Caíque 37' | Súmula Borderô | 8' (pen) Ronaldinho · 30' Vitorino · 42' João Damaceno · 56' Deivirson · 63' Guilherme · 75' 90+1' Carioca · 78' Higor | Público: 189 Árbitro: TO Edivaldo Fonseca |

| 26 de fevereiro | Gurupi                                        | 1 – 1          | Bela Vista | Resendão, Gurupi, TO                               |
| 16:00           | João Marcelo 12' · Fabrício 45' · Leandro 85' | Súmula Borderô | 19' Douglas · 20' Vinícius · 21' Arnaldo · 76' Paulo Henrique · 54' André Morosini · 56' Marquinho · 89' Dywary · 90+8' Marimbonde | Público: 343 Árbitro: TO Tarcísio Nascimento Matos |

| 26 de fevereiro | Palmas | 0 – 3 (W.O.) | Tocantins de Miracema | Nilton Santos, Palmas, TO |
|                 |        |              |                       |                           |

| 4 de março | Tocantins de Miracema   | 0 – 2          | Capital-TO                                              | Castanheirão, Miracema, TO  |
| 16:00      | Phedro 45+1' Miguel 84' | Súmula Borderô | 14' 63' Juninho · 49' Tony Love · 52' Wanderson Bombado | Árbitro: TO Laelton Martins |

| 4 de março | União-TO                                                                               | 0 – 0          | Gurupi                                                    | Mirandão, Araguaína, TO     |
| 18:30      | Marquinhos 49' Luciano 52' Gabriel Vinícius 58' Thiago Alberione 83', 90+5' Caio 90+2' | Súmula Borderô | 45+2' Robinho 52' João Pedro 76' Luis Carlos 90+3' Marcão | Árbitro: TO Alisson Furtado |

| 5 de março | Tocantinópolis                                                  | 1 – 1          | Bela Vista | João Ribeiro, Tocantinópolis, TO           |
| 16:00      | Marcos Arthur 34' · Tiago Bagagem 43' · Hiltinho 67' · Joel 68' | Súmula Borderô | 28' George · 65' Maelson · 67' Douglas · 70' João Pedro · 70' Rafael Augusto · 88' Paulo Henrique · 90+1' Diogo | Público: 601 Árbitro: TO Dagoberto Modesto |

| 5 de março | Palmas | 0 – 3 (W.O.) | Interporto | Nilton Santos, Palmas, TO |
|            |        |              |            |                           |

| 12 de março | Gurupi                                     | 0 – 2          | Tocantins de Miracema                                                                              | Resendão, Gurupi, TO                     |
| 16:00       | Kiko 45' João Marcelo 45' João Antonio 76' | Súmula Borderô | 1' João Grilo · 31' 38' Jonatan Guerreiro · 33' Luís Henrique · 42' Neto · 65' Gaúcho · 78' Caique | Público: 456 Árbitro: TO Alisson Furtado |

| 12 de março | Capital-TO                             | 0 – 0          | Tocantinópolis                                   | Nilton Santos, Palmas, TO                  |
| 16:00       | Isaac 43' Washington 63' Tony Love 69' | Súmula Borderô | 12' Everson Bilal 43' Neguete 63' Thiago Bagagem | Público: 158 Árbitro: TO Eduardo Fernandes |

| 12 de março | Interporto                                                 | 0 – 0          | União-TO                                                                          | General Sampaio, Porto Nacional, TO |
| 16:00       | Carioca 20' Higor 32' Vitorino 45+1' Rodrigo Tocantins 66' | Súmula Borderô | 15' Jomar 58' Josué 60' Marcos 70' Victor Hugo 86' Caio 86' André 90+2' Jardisson | Árbitro: TO Edivaldo Fonseca        |

| 12 de março | Bela Vista | 3 – 0 (W.O.) | Palmas | Jorge Filho, Angico, TO |
|             |            |              |        |                         |

## Fase final
Em itálico as equipes que possuem o mando de campo; em negrito as equipes vencedoras.
|  | Semifinais            | Semifinais | Semifinais | Semifinais |   |                | Final | Final | Final | Final |
|  |                       |            |            |            |   |                |       |       |       |       |
|  | Tocantinópolis        | 4          | 4          | 8          |   |                |       |       |       |       |
|  | Tocantins de Miracema | 0          | 1          | 1          |   |                |       |       |       |       |
|  | Tocantins de Miracema | 0          | 1          | 1          |   | Tocantinópolis | 2     | 4     | 6     |       |
|  |                       |            |            |            |   | Tocantinópolis | 2     | 4     | 6     |       |
|  |                       | Capital-TO | 1          | 3          | 4 |                |       |       |       |       |
|  | Bela Vista            | Capital-TO | 1          | 3          | 4 | 1              | 1     | 2 (2) |       |       |
|  | Bela Vista            |            |            |            |   | 1              | 1     | 2 (2) |       |       |
|  | Capital-TO            | 1          | 1          | 2 (3)      |   |                |       |       |       |       |

### Confrontos
Fonte:
| 20 de março | Tocantins de Miracema                                                                  | 0 – 4          | Tocantinópolis | Castanheirão, Miracema, TO                 |
| 16:00       | Luís Herique 27' Paulo Cézar 37' Raio 48' Edicarlos 70', 70' João Victor 72' Kanon 84' | Súmula Borderô | 1' Everson Bilal · 11' Yan · 16' Marcondi · 34' Andrezinho · 36' Chico Bala · 51' Xaves · 79' Tiago Bagagem · 81' William | Público: 139 Árbitro: TO Dagoberto Modesto |

| 18 de março | Capital-TO     | 1 – 1          | Bela Vista                                                     | Nilton Santos, Palmas, TO               |
| 16:00       | Kariri 20' 24' | Súmula Borderô | 17' Marquinho · 25' (pen) Douglas · 65' João Pedro · 67' Diogo | Público: 190 Árbitro: TO Tarcísio Matos |

| 26 de março | Tocantinópolis                                       | 4 – 1 (8 – 1 agr.) | Tocantins de Miracema                    | João Ribeiro, Tocantinópolis, TO          |
| 15:30       | Andrezinho 1', 23' 55' · Everson Bilal 6' · Joel 45' | Súmula Borderô     | 18' Rodolfo · 55' Gaúcho · 89' Pelezinho | Público: 504 Árbitro: TO Edivaldo Fonseca |

| 25 de março | Bela Vista                                                           | 1 – 1 (2 – 2 agr.) | Capital-TO                                                   | Jorge Filho, Angico, TO                  |
| 15:30       | André Cunha 15' · Diogo 17' · Maelson 48' · Dywary 67' · Vinícus 89' | Súmula Borderô     | 64' Douglas · 87' Jhonatan · 88' 90+9' Zazá · 89' Washington | Público: 841 Árbitro: TO Laelton Martins |

|                                                     |       | Penalidades                               |  |
| André Cunha Murilo Vinícios Paulo Henrique Douglals | 2 – 3 | Tony Love Wanderson Bombado Jhonatan Zazá |  |

| 2 de abril | Capital-TO | 1 – 2          | Tocantinópolis                                                                                           | Nilton Santos, Palmas, TO                |
| 16:00      | Tony Love 16' (pen) · Wanderson Bombado 19' · Juninho 19' · Careca 45+1' · Douglas 53' · Washington 80' · Ryan 82' | Súmula Borderô | 37' Xaves · 45+1' 55' Joel · 55' Gustavo Santos · 76' Andrezinho · 83' (pen) William · 86' Marcos Arthur | Público: 875 Árbitro: TO Alisson Furtado |

| 9 de abril | Tocantinópolis | 4 – 3          | Capital-TO | João Ribeiro, Tocantinópolis, TO         |
| 15:30      | Gustavo Santos 15' 34' · Joel 32' · Anderson Luiz 40' · Gabriel Caju 57' 78' · Thiago Bagagem 59' · William 68' 77' · Everson Bilal 72' · Marcinho 85' | Súmula Borderô | 14' Ryan · 14' Careca · 45+9' Ibson · 47' Marquinho Bala · 62' Tony Love · 65' Juninho · 81' Elenilson · 85' Zazá · 87' Clau | Público: 2,526 Árbitro: TO Marcos Mateus |

## Classificação final
| Pos | Equipe                | PG | Jogos | Jogos | Jogos | Jogos | Gols | Gols | Gols | Classificação                                                                     |
| Pos | Equipe                | PG | #     | V     | E     | D     | GP   | GS   | SG   | Classificação                                                                     |
| --- | --------------------- | -- | ----- | ----- | ----- | ----- | ---- | ---- | ---- | --------------------------------------------------------------------------------- |
| 1   | Tocantinópolis        | 27 | 11    | 8     | 3     | 0     | 28   | 6    | +22  | Campeão e classificado à Copa do Brasil 2024, Série D 2024 e Copa Verde 2024      |
| 2   | Capital-TO            | 12 | 11    | 2     | 6     | 2     | 15   | 13   | +2   | Vice-campeão e classificado à Copa do Brasil 2024, Série D 2024 e Copa Verde 2024 |
| 3   | Bela Vista            | 14 | 9     | 3     | 5     | 1     | 11   | 6    | +5   | Eliminados nas Semifinais                                                         |
| 4   | Tocantins de Miracema | 9  | 9     | 4     | 0     | 5     | 7    | 18   | –11  | Eliminados nas Semifinais                                                         |
| 5   | Gurupi                | 9  | 7     | 2     | 3     | 2     | 6    | 6    | 0    |                                                                                   |
| 6   | União-TO              | 6  | 7     | 2     | 4     | 1     | 6    | 3    | +3   |                                                                                   |
| 7   | Interporto            | 4  | 7     | 2     | 1     | 4     | 5    | 6    | –1   | Rebaixado para a Segunda Divisão 2023                                             |
| 8   | Palmas                | 0  | 7     | 0     | 0     | 7     | 0    | 21   | –21  | Desistiu                                                                          |

## Premiação
| Campeonato Tocantinense de Futebol de 2023 |
| ------------------------------------------ |
| Tocantinópolis                             |
| Tocantinópolis Tricampeão (6º título)      |

## Artilharia
Atualizado em 9 de abril de 2023
| Gols | Jogador           | Equipe                |
| ---- | ----------------- | --------------------- |
| 5    | Tony Love         | Capital-TO            |
| 5    | Everson Bilal     | Tocantinópolis        |
| 4    | Andrezinho        | Tocantinópolis        |
| 4    | Joel              | Tocantinópolis        |
| 4    | William           | Tocantinópolis        |
| 3    | Tiago Bagagem     | Tocantinópolis        |
| 2    | Douglas           | Bela Vista            |
| 2    | Zazá              | Capital-TO            |
| 2    | Igor Pato         | Gurupi                |
| 2    | Jardisson         | União-TO              |
| 1    | Diogo             | Bela Vista            |
| 1    | George            | Bela Vista            |
| 1    | Léo Alemão        | Bela Vista            |
| 1    | Luis Eduardo      | Bela Vista            |
| 1    | Vinícius          | Bela Vista            |
| 1    | Elenilson         | Capital-TO            |
| 1    | Ibson             | Capital-TO            |
| 1    | Juninho           | Capital-TO            |
| 1    | Kariri            | Capital-TO            |
| 1    | Marquinho Bala    | Capital-TO            |
| 1    | João Marcelo      | Gurupi                |
| 1    | Carioca           | Interporto            |
| 1    | Ronaldinho        | Interporto            |
| 1    | Jonatan Guerreiro | Tocantins de Miracema |
| 1    | João Grilo        | Tocantins de Miracema |
| 1    | Marinho           | Tocantins de Miracema |
| 1    | Pelezinho         | Tocantins de Miracema |
| 1    | Renatinho         | Tocantins de Miracema |
| 1    | Chico Bala        | Tocantinópolis        |
| 1    | Gabriel Caju      | Tocantinópolis        |
| 1    | Gustavo Santos    | Tocantinópolis        |
| 1    | Marcos Arthur     | Tocantinópolis        |
| 1    | Wellington Júnior | Tocantinópolis        |
| 1    | Rick Sena         | União-TO              |

## Técnicos
| Equipe                | Técnico                                               |
| --------------------- | ----------------------------------------------------- |
| Bela Vista            | Tinho Damasceno (1ª—Semiinal)                         |
| Capital-TO            | Wilsomar Sena (1ª—3ª) Fabrício Carvalho (4ª—Final)    |
| Gurupi                | Wladimir Araújo (1ª—7ª)                               |
| Interporto            | Uidemar Pessoa (1ª—3ª) Nei César (4ª—7ª)              |
| Tocantins de Miracema | Gessi Júnior (1ª—3ª) Wicelmo Rodrigues (4ª—Semifinal) |
| Tocantinópolis        | Jairo Nascimento (1ª—Final)                           |
| União-TO              | Roberto Oliveira (1ª—5ª) Léo Goiano (6ª—7ª)           |

## Seleção do Campeonato
Na Seleção do Campeonato, da Federação Tocantinense de Futebol, o campeão Tocantinópolis dominou a lista, com o lateral-esquerdo Chico Bala sendo escolhido o craque da competição.
| Posição          | Jogador          | Clube          |
| ---------------- | ---------------- | -------------- |
| Goleiro          | Anderson Luiz    | Tocantinópolis |
| Lateral-direito  | Luiz Felipe      | Capital-TO     |
| Zagueiro         | Washington       | Capital-TO     |
| Zagueiro         | Marcondi         | Tocantinópolis |
| Lateral-esquerdo | Chico Bala       | Tocantinópolis |
| Meia             | Xaves            | Tocantinópolis |
| Meia             | Kariri           | Capital-TO     |
| Meia             | Tiago Bagagem    | Tocantinópolis |
| Atacante         | Andrezinho       | Tocantinópolis |
| Atacante         | Everson Bilal    | Tocantinópolis |
| Atacante         | Tony Love        | Capital-TO     |
| Técnico          | Jairo Nascimento | Tocantinópolis |

Premiações individuais
- Craque do Campeonato: Chico Bala (Tocantinópolis)
- Artilheiros: Everson Bilal (Tocantinópolis) e Tony Love (Capital-TO)
- Melhor Goleiro: Anderson Luiz (Tocantinópolis)
- Melhor Técnico: Jairo Nascimento (Tocantinópolis)